# عمر بن أحمد الجيلاني
عمر بن أحمد الجيلاني (المتوفى 1329 هـ) شيخ وعالم دين مولده ببراورة ولما كبر وشبّ قدم الخريبة، ولازم دروس الشيخ عبد الله بن أحمد باسودان، وصار أثيرا ومقربا عنده لنباهته، فزوجه إحدى بناته. كما قام بالتدريس في رباط الخريبة وأخذ عنه عدد من العلماء وكان مشارا إليه بالصلاح والتقوى. وتقام له حولية في منطقة الخريبة بحضور جموع غفيرة من وادي دوعن ومناطق حضرموت الساحل والوادي.

## نسبه
عمر بن أحمد بن عمر بن حسين من ذرية عبد القادر الجيلاني الحسني. قَدِم أحد أجداده من بغداد إلى روضة بني إسرائيل بوادي ميفعة، وما يزال جماعة من آل الجيلاني في الروضة يلقبون بالبغدادي، ثم ارتحل يبحث عن أرض للسكنى، فبركت ناقته في بريرة أولا، ثم قامت بعد ذلك وبركت مرة أخرى في براورة واستقر بها وأصبحت بعد ذلك براورة بلد السادة آل الجيلاني.ا